# 영월중학교
영월중학교(寧越中學校)는 대한민국 강원특별자치도 영월군 영월읍 영흥리에 있는 공립 중학교이다.

## 학교 연혁
- 1946년 9월 18일 : 영월중학교 개교
- 1952년 3월 28일 : 영월중학교 제1회 졸업
- 1970년 3월 2일 : 영월공고 병설에서 중학교 분리
- 1973년 5월 16일 : 영월고등학교 개교
- 1997년 9월 8일 : 영월중학교 교사 신축
- 2023년 1월 4일 : 제72회 졸업식(졸업생수 88명, 총 16,411명)
- 2023년 3월 2일 : 제75회 입학식(4학급 90명)
- 2023년 9월 1일 : 제32대 고진식 교장 부임

## 참고 자료
- 영월중학교 - 한국교육학술정보원 학교알리미